# Дёгра (озеро)
Дёгра — озеро на территории Ребольского сельского поселения Муезерского района Республики Карелия.

## Общие сведения
Площадь озера — 1,1 км², площадь водосборного бассейна — 107 км². Располагается на высоте 184,2 метров над уровнем моря.
Форма озера лопастная, продолговатая: вытянуто с запада на восток. Берега изрезанные, каменисто-песчаные, местами заболоченные.
Через озеро протекает река Дёгра, впадающая в озеро Большое Ровкульское, откуда через реки Сулу и Лендерку воды в итоге попадают в Балтийское море.
В озере расположен один небольшой остров без названия.
Код объекта в государственном водном реестре — 01050000111102000010564.